# اچ‌ام‌اس بوریاس (اچ۷۷)
اچ‌ام‌اس بوریاس (اچ۷۷) (به انگلیسی: HMS Boreas (H77)) یک کشتی بود که طول آن ۳۲۳ فوت (۹۸٫۵ متر) بود. این کشتی در سال ۱۹۳۰ ساخته شد.